# Wilhelm Menne
Wilhelm „Willi“ Menne (* 11. August 1910 in Würzburg; † 27. März 1945 Trenčín) war ein deutscher Ruderer. 1936 wurde er Olympiasieger im Vierer ohne Steuermann.
Menne gewann 1933 seinen ersten Deutschen Meistertitel mit dem Achter des Würzburger Rudervereins von 1875. Im Jahr darauf wechselten Rudolf Eckstein, Anton Rom, Martin Karl und Wilhelm Menne in den Vierer ohne Steuermann und siegten nach dem Gewinn der Deutschen Meisterschaft auch bei der Europameisterschaft in Luzern. 1935 fehlte Martin Karl, für ihn saß Ernst Gaber vom Mannheimer RV mit im Boot. Die vier Ruderer gewannen sowohl in der Bootsklasse Vierer ohne als auch im Vierer mit Steuermann bei der Deutschen Meisterschaft. Zusammen mit Steuermann Johann Pfadenhauer gewannen sie auch bei der Europameisterschaft in Berlin. 1936 kehrte Martin Karl zurück ins Boot. Eckstein, Rom, Karl und Menne siegten auch bei den Olympischen Spielen 1936 in Berlin und erhielten aus diesem Anlass auch die Goldene Stadtplakette der Stadt Würzburg.
Menne fiel anderthalb Monate vor Ende des Zweiten Weltkriegs in der Slowakei.